# جایزه بزرگ غرب ایالات متحده ۱۹۷۶
جایزه بزرگ غرب ایالات متحده ۱۹۷۶ (انگلیسی: ‎1976 United States Grand Prix West‎)، که به‌طور رسمی با نام دومین جایزه بزرگ لانگ بیچ شناخته می‌شود، یک مسابقهٔ موتوری در رشتهٔ اتومبیل‌رانی فرمول یک بود که در تاریخ ۲۸ مارس ۱۹۷۶ در پیست لانگ بیچ واقع در لانگ بیچ، کالیفرنیا، ایالات متحده آمریکا برگزار شد. این گراند پری در میان ۱۶ گراند پری در فصل ۱۹۷۶، مسابقهٔ شمارهٔ ۳ بود.
در این مسابقه که در ۸۰ دور و به مسافت ۲۶۰٫۰۸ کیلومتر (۱۶۱٫۶۰۶ مایل) برگزار شد، پول پوزیشن توسط کلی رگاتزونی کسب شد و سریع‌ترین زمان برای طی یک دور پیست که برابر با ۱:۲۳٫۰۷۸ بود نیز توسط کلی رگاتزونی به ثبت رسید.
کلی رگاتزونی از تیم فراری، نیکی لائودا از تیم فراری و پاتریک دیپلر از تیم تایرل-فورد به‌ترتیب مقام‌های اول تا سوم مسابقه را کسب کردند.

## رده‌بندی قهرمانی پس از مسابقه
| جایگاه | راننده       | امتیاز |
| ------ | ------------ | ------ |
| ۱      | نیکی لائودا  | ۲۴     |
| ۲      | پاتریک دیپلر | ۱۰     |
| ۳      | کلی رگاتزونی | ۹      |
| ۴      | یوخن ماس     | ۷      |
| ۵      | جیمز هانت    | ۶      |
| منبع:  |              |        |

| جایگاه | سازنده      | امتیاز |
| ------ | ----------- | ------ |
| ۱      | فراری       | ۲۷     |
| ۲      | تایرل-فورد  | ۱۳     |
| ۳      | مک‌لارن-فورد | ۹      |
| ۴      | شدو-فورد    | ۴      |
| ۵      | مارچ-فورد   | ۳      |
| منبع:  |             |        |

یادداشت
- تنها پنج جایگاه نخست از هر رده‌بندی نمایش داده شده‌است.